# Călugărița din Monza (film din 1969)
Călugărița din Monza (titlul original: în italiană La monaca di Monza) este un film dramatic biografic italian, realizat în 1969 de regizorul Eriprando Visconti, protagoniști fiind actorii Anne Heywood, Antonio Sabàto, Tino Carraro și Hardy Krüger.

## Rezumat
Virginia, fiica unei familii respectabile și stareța unei mănăstiri de maici din orașul Monza, din nordul Italiei, acordă azil unui tânăr nobil, Ossio, a cărui moșie se învecinează cu moșia ecleziastică, în ciuda faptului că acesta a înjunghiat perceptorul de taxe al mănăstirii. În mănăstire, în cadrul obștei monahale sunt, de asemenea, unele reguli nerespectate iar unele surori se află în robia duhovnicului. Pentru a o umili pe stareța ce pare atât de severă, îi dau lui Ossio ocazia să o violeze pe Virginia. Cu toate acestea, rezultatul violului nu este că ea îl detestă pe torturatorul ei, mai degrabă se simte din ce în ce mai atașată de el, în ciuda automortificării crude la care ea însăși s-a supus. În cele din urmă, Ossio este prins din cauza faptei sale sângeroase.
Virginia dă naștere unei fiice și este votată ca stareță. Acum vrea să părăsească comunitatea religioasă, dar familia și biserica îi interzic să-și revoce jurământul din cauza scandalului temut. Acum are mijloacele pentru a-l elibera din nou pe Ossio care se ascunde din nou în mănăstire și amândoi trăiesc împreună ca un cuplu sub protecția surorilor care o umiliseră cândva pe Virginia. În cele din urmă însă, episcopul a intervenit cu rigurozitate. Ossio este sacrificat în timp ce evada, iar Virginia este închisă de vie într-o celulă fără ferestre.          
Epilogul filmului relatează că Virginia încă mai trăia în această temniță îngrozitoare după zece ani și că a fost iertată de Papă după treisprezece ani.

## Distribuție
- Anne Heywood – Virginia
- Antonio Sabàto – Giampaolo
- Tino Carraro – monsignorul Barca
- Hardy Krüger – don Paolo
- Luigi Pistilli – contele de Fuentes
- Carla Gravina – Caterina
- Margarita Lozano – sora Benedetta
- Caterina Boratto – sora Francesca
- Giovanna Galletti – sora Angela
- Renzo Giovampietro – Vicario
- Anna Maria Alegiani – sora Ottavia
- Francesco Carnelutti – naratorul
- Maria Michi – sora Bianca
- Giulio Donnini – Molteno
- Rita Calderoni – sora Giovanna
- Laura Belli – sora Candida
- Pier Paolo Capponi – contele Taverna